# Union City (Michigan)
Pour les articles homonymes, voir Union City.
Union City est un village des comtés de Calhoun et de Branch, dans l'État du Michigan, aux États-Unis. En 2020, il comptait une population de 1 714 habitants.